# 音訊工程師

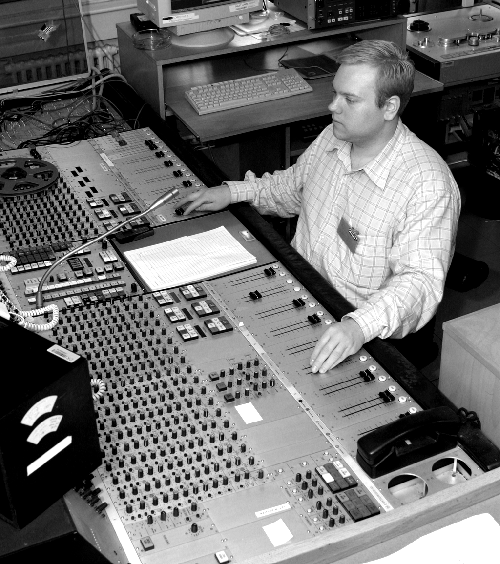
正在音訊調音台進行操作的音訊工程師。

音訊工程師（英語：Audio engineer）是指工作涉及錄音、调整（manipulation）、混音（mixing）以及聲音再製（reproduction of sound）的人士。許多音訊工程師創造性的運用科技來為電影、無線電、電視、音樂、电子产品與電腦遊戲創作聲音。另外，音訊工程師能夠被稱為科學家或工程師（工業工程方面）他們是在聲學工程（acoustical engineering）領域中進行開發新的音訊科技工作。
音訊工程涉及創造與包括語音和音樂實際層面的聲音處理，以及新的音訊技術開發和推進可聽聲波的科學認識。

## 研究開發
音訊工程師他們進行研究開發創造新科技、测试设备和專門技术，提高處理程序還有艺术性。他們可以設計室内声场模拟、為音訊信號處理（audio signal processing）做塑形運算、指定公共廣播系統（public address systems）、為電子遊樂器生產製造所進行可聽聲波的研究，以及其他音訊工程先進領域。他們也可以被稱為聲學工程師。

### 教育
音訊工程師從事研究開發工作可能來自於像是和聲學、電腦科學、廣播工程（broadcast engineering）、物理學、聲學工程（acoustical engineering）以及電子學這樣的專業背景。音訊工程課程在大學或是學院概約的分成兩大類別：（一）培訓成為音响工程師且有創造性的運用音訊，還有（二）培訓科學或工程學然後允許學生自行去追求發展音訊科技的專業。第二種類型的課程一定要有重要的科學和數學內涵做為在進行音訊工程研究開發所需要的基礎。

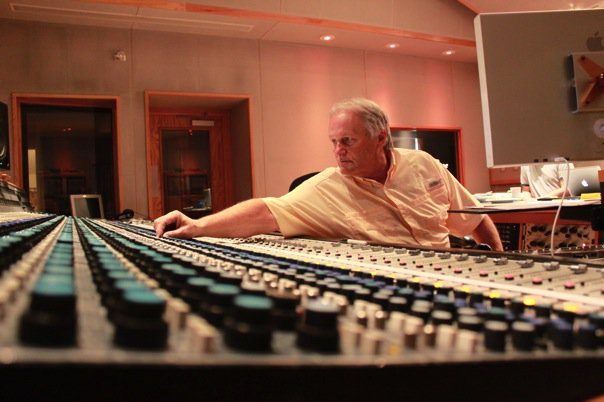
著名的音訊工程師羅傑·尼科爾斯 (錄音工程師)（Roger Nichols）正在一部老式尼夫（Neve）錄音控制台操作。

從事研究開發的音訊工程師通常擁有在聲學、物理學、電腦科學或另一種工程學專業学科训练的學士學位或是更高资格认证條件。他們能夠在聲學顾问业务任職，专門從事建築聲學。 他們不但可以選擇在音訊公司企業就職（譬如耳機製造業者），或者是其他需要音訊專業技能的產業（譬如汽車製造業者），或是在大學進行研究。有些職務，像是大學的學院教學人員則要有專業的博士學位才行。在德國Toningenieur這術語表示他們是設計、構建還有維修音訊系統的音訊工程師。

### 學科分類
這裡列出的分支學科是基於PACS（Physics and Astronomy Classification Scheme的縮寫，漢譯即為物理學和天文學分類方案）編碼使用的而由美國聲學學會（Acoustical Society of America）做了一些修改。

#### 音訊訊號處理
音訊工程師進行開發運算容許採用電子操作處理音訊訊號。這些能夠處理許多音訊製造的核心要點像是混響（reverberation）、自動調諧（Auto-Tune）或是感知编码（譬如mp3）。另外這演算法可以在Skype上進行迴音消除，或是允許音訊聲跡做分類或是音樂信息檢索（譬如Shazam）識別通過。

#### 建築聲學

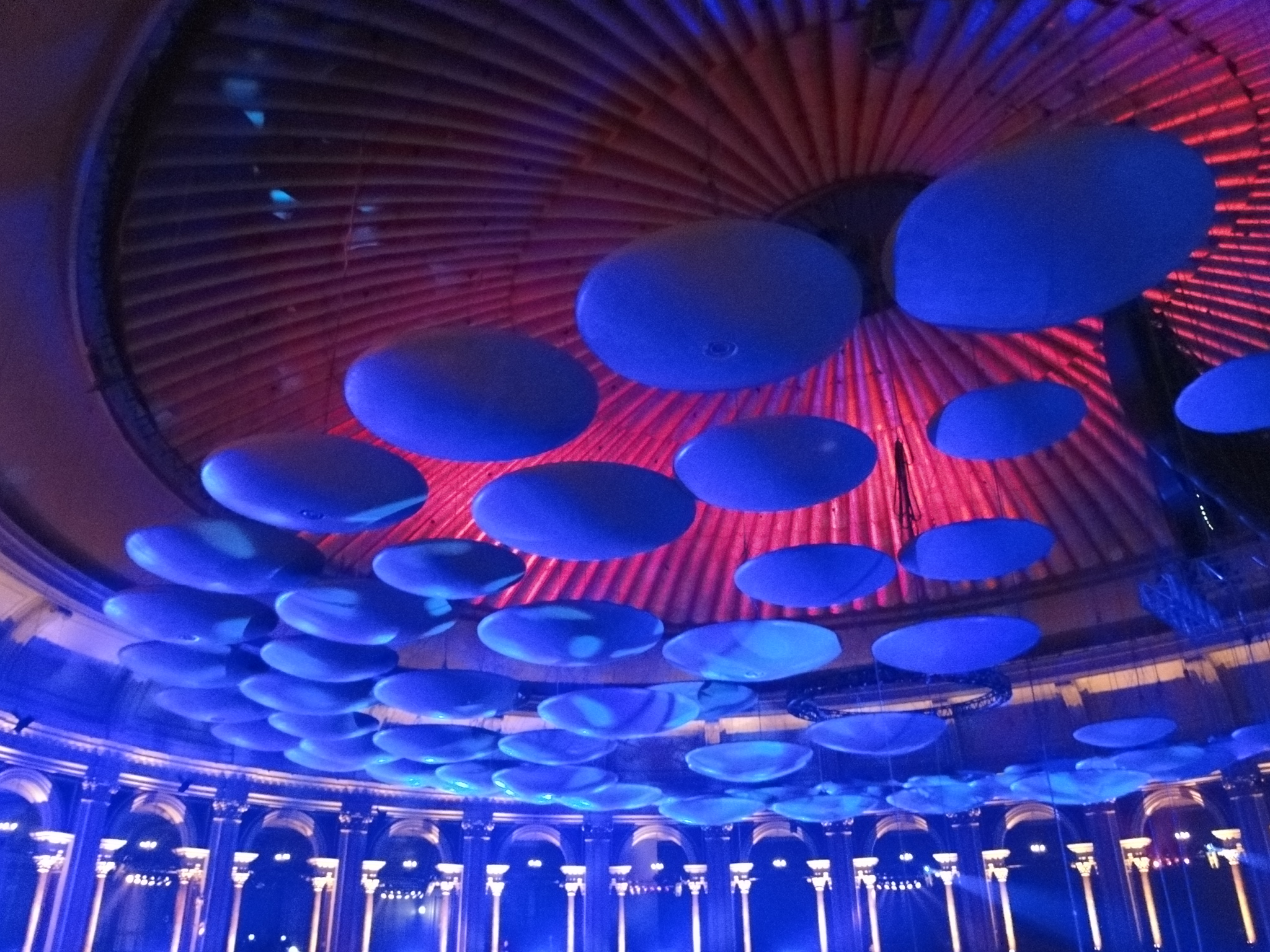
懸掛在皇家阿爾伯特音樂廳（Royal Albert Hall）屋頂上的蕈狀聲波擴散器。

建築聲學是在室內完成良好音響效果的科學與工程學。對於音訊工程師而言，建築聲學可以在體育場實現良好的語音清晰度或提升劇院中的音樂品質。 建築聲學設計通常是由聲學顧問所執行。

#### 电声学

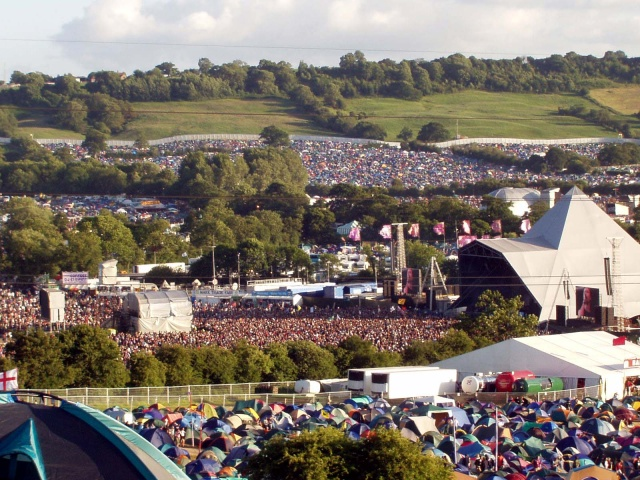
金字塔舞台

電聲學是研究電聲相互轉換的原理和技術以及聲信號的存儲、加工、傳遞、測量和利用的科學。主要關注的是耳機、麥克風、揚聲器、放聲系統和錄音技術的設計。電聲設計的例子包括便携式电子设备（譬如行動電話、可攜式媒體播放器，還有平板電腦）、建築聲學中的音响系统、電影院與汽車音響（vehicle audio）中的环绕声（surround sound）。

#### 音樂声学
音樂聲學關注的是研究和描述音樂的科學性。在音訊工程中，這是包括電子儀器設計像是合成器；人類嗓音（歌唱的物理學和神經生理學 ）；音訊電腦分析（computer analysis of audio）；音樂治療，以及音樂的感知與認知。

#### 心理声学
心理声学是人類如何應对他們所聆聽到的聲音做出反应的科學研究。在這音訊工程核心要點中聽眾是最後的仲裁者決定音訊設計是否成功，比方說人頭錄音的声效是否身临其境。

#### 語音
語音的產生、電腦的處理與感知是音訊工程最重要的一個部分。確保語音傳輸明確、高效率且高品質；在室內，透過公共廣播系統以及透過行動電話系統傳輸是重要的研究領域。

## 从业者

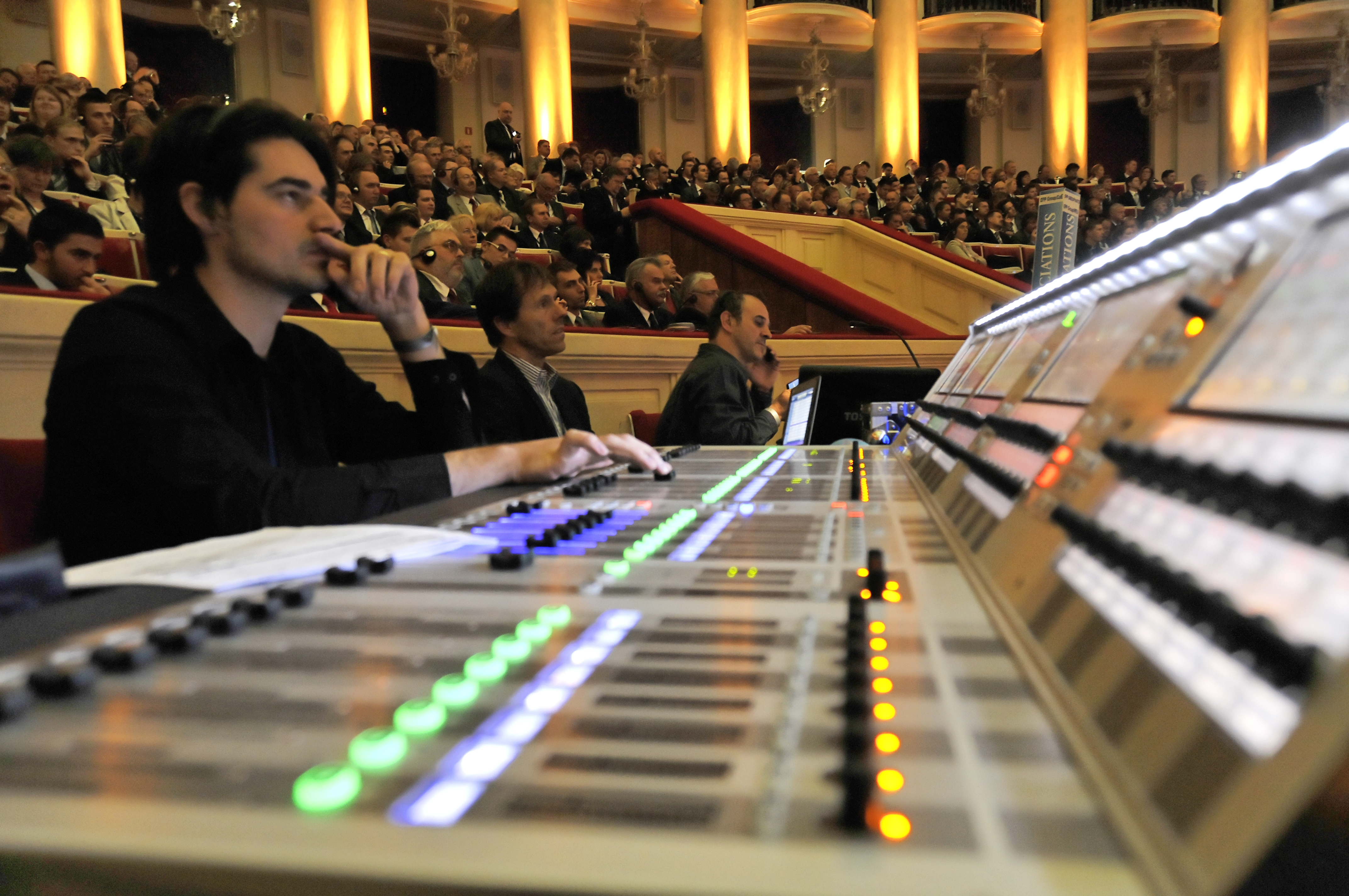
現場混音（Mixing sound live）

兼具唱片製作人、工程師、混音師身份的菲爾·艾克（Phil Ek）如此得描述了音訊工程“錄音技術方面──麥克風的配置、前置增幅器旋鈕的转动、水平仪的調整。任何一個節目的物理性錄音都是由工程師完成的；……基本組成部分。”
各種術語被用來形容安裝或操作錄音、擴聲系統（sound reinforcement），或者聲音廣播設備，包含各種大小形式的調音台（consoles）等等的音訊工程師。相關術語像是“音訊技師（audio technician）”、“音響技師（sound technician）”、“音訊工程師（audio engineer）”、“音訊技術專家（audio technologist）”、“錄音工程師或錄音師（recording engineer）”、“音響混音師（sound mixer）”以及“音響工程師（sound engineer）”這些稱謂可能不太明確；依據著其專業背景之关系他們可以是相同的意義，或者是他們可以表示音訊製作中不同的角色。這些術語可以表示一個人從事於聲音與音樂製作，比方說“音響工程師”或是“錄音師”一般是商業性音樂錄製名單列出（以及包含在其他聲音製作上，像是電影）。他們也可以表示維護專業音訊設備的技師。某些司法管轄區特別禁止沒有注册與登记成為专业的工程學特許機構會員的個別人士使用工程師頭銜。
在德國，這Tontechniker（音訊技師）術語指的是操作音訊設備的人士，還有這Tonmeister（音響師傅）術語指的是創建錄音或是音樂播放且都深深受過音樂訓練的人士（在古典與非古典的流派之中），還有他們也有所有聲音方面的詳盡理論與實質面上知識的實踐。

### 培訓
音訊工程師的專業背景來自諸如音訊、美術、廣播或是音樂。有些從事於製造工作的音訊工程師並沒有受過正規培訓，其專業能力是靠著自主學習而來。

### 从业者

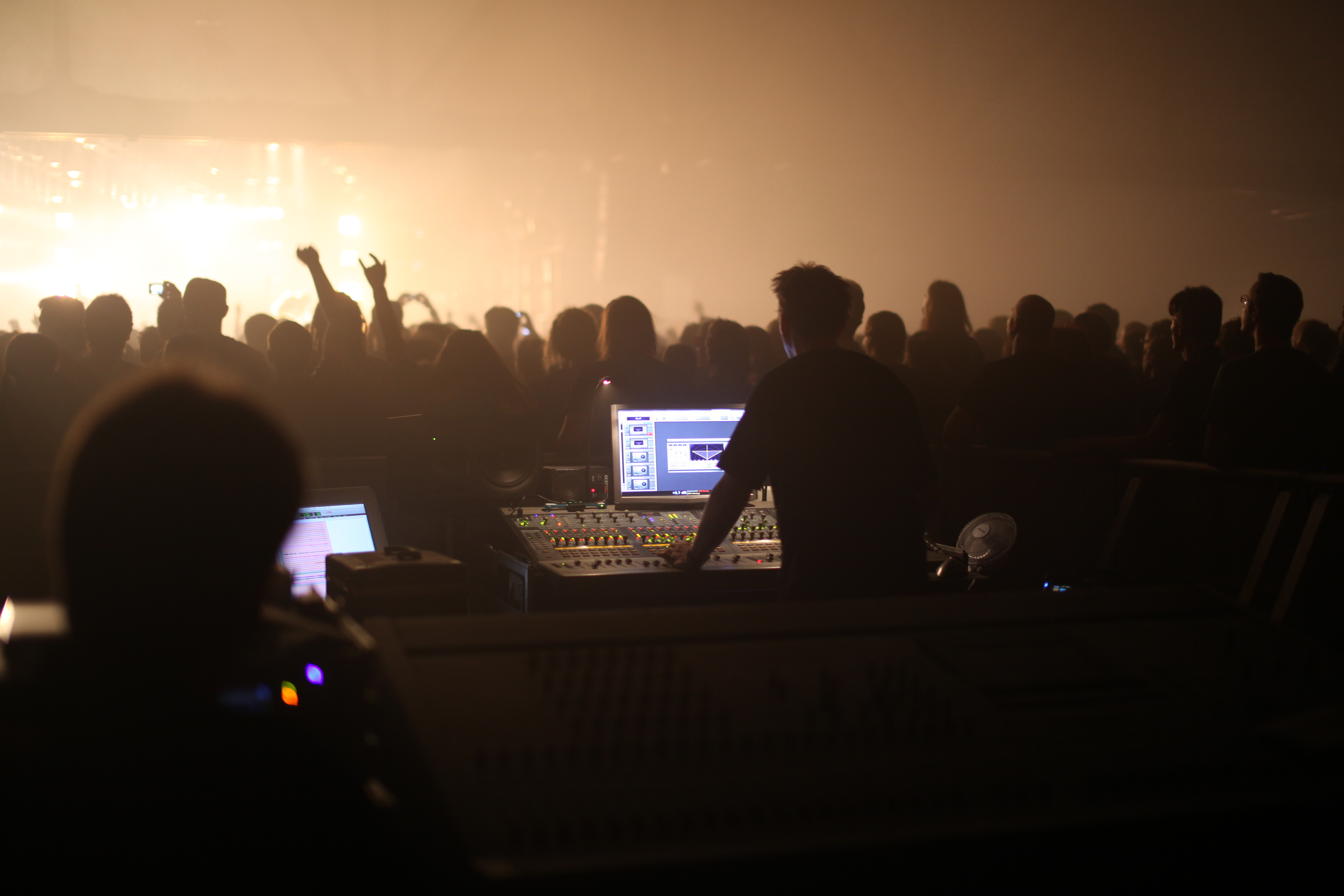
在场馆公众区（front of house）位置，為乐队進行混音。

在錄音棚（recording studio）环境中，音訊工程師錄音、剪輯、操作、混音，或者是音訊母帶（masters）得聲音透過專業技術方法以實現艺术家或是音樂製作人的视觉创意構想。雖然通常與音樂製作有關，但是音訊工程師處理聲音應用的範圍相當廣泛，包括對視訊和電影方面的後期製作、現場擴聲、廣告、多媒體，以及广播。於大型製作上，音訊工程師負責聲音錄製或其他音訊製作技術方面，並且與唱片製作人或是導演一起工作，儘管工程師的角色也可以與製作人做整合。在規模較小的製作和工作室的錄音師以及製作人往往是同一個人。
在典型的擴聲應用上，音訊工程師通常擔任音樂製作人的角色，負責製作的藝術與技術上的決定，有時甚至安排进度和預算的決策。

### 職司分類
在那里有商業化製作錄音的四個不同步驟：錄音、剪輯、混音，還有母帶處理。通常情況下，音響工程師在每一個步驟的執行工作上，他只專職在他製作的那個部分。
- 工作室工程師（Studio engineer） ─ 從事在工作室設施裡的工程師，不是與製作人一起工作就是自己獨自工作。
- 錄音師（Recording engineer） ─ 錄製聲音的工程師。
- 助理工程師（Assistant engineer） ─ 通常就職於大型工作室，並且將他們培訓成為專職工程師。助理工程師他們通常協助專職工程師麥克風配置、以及在某些情況下session（时域）故障處理、概略性的混音工作。[15]
- 混音師（英语：Mixing engineer）（或稱混音工程師，Mixing engineer） ─  創造多軌混音錄製的人士。很常見的是商業性錄製工作要在同一工作室進行錄音並且之後則由不同的工程師在其他工作室混音。
- 母帶工程師（Mastering engineer） ─ 通常是由執行最後立體聲音軌（要麼有時只有幾首曲目或者音訊元素）混音的混音師來進行製作。於商業性複製生產之前的最終步驟，母帶工程師對所有整體聲音錄製作出最後的调整。母帶工程師採用均衡的原則以及动态范围压缩去影響聲波的著色。
- 遊戲音訊設計工程師（Game audio designer engineer） ─ 遊戲聲音開發方面的处理。
- 現場音響工程師（Live sound engineer）
  - 場館公眾區工程師（Front of House engineer or FOH engineer），或是A1。[16] ─ 負責處理現場擴聲（英语：Live sound mixing）（live sound reinforcement）的人士。這通常包括在節目演出期間揚聲器、電纜以及混音設備的規劃與安裝。這能夠或無須包含有關返送聲音（英语：foldback (sound engineering)）（foldback sound）工程的運作。一位現場擴聲工程師將所得悉聲波體驗的原始資料並且嘗試把它與系統性能作聯繫。[17]
  - 無線麥克風工程師（Wireless microphone engineer），或是 A2。這職位是負責戲劇製作、體育賽事或企業活動中的無線麥克風配置。
  - 返送或監聽工程師（Foldback or Monitor engineer） ─ 在現場直播過程中運行返送聲音系統的人士。“foldback（返送）”這術語表示过时的，而且其在工程上的意義是指為了要使音樂家從FOH（Front of House，场馆公众区）舞台上的調音台聽到自己的演奏而实行音訊訊號的折返工作。監聽工程師通常從FOH工程師那裡擁有獨自的音訊系統以及由聽眾聽到甚麼樣的聲音而單獨操作音訊信號，由此為了滿足每位表演者在舞台上的要求。內耳系統、數位和模擬調音台，以及各類喇叭音箱（或揚聲器音箱）通常情況都是由監聽工程師使用。另外大部分監聽工程師必須熟悉無線電或是RF（radio-frequency，無線電頻率）設備，而且必須於與每場演出之中與藝術家親自進行溝通。
  - 系統工程師（Systems engineer） ─ 負責現代的PA系統的設計安裝，通常這是非常複雜的一項工程。系統工程師在巡迴演出中通常也被稱為“機工長（crew chief）”，並且機工長負責音訊班組的工作執行以及每天的日常工作要求，伴隨著FOH音訊系統，而使他們職務間作為一個整體性的配合。這是涉及執行sound-only（唯聲）的職位，不要與跨學科的系統工程領域混淆，這職位要求具備大專以上學歷。
- 混录师（Re-recording mixer） ─ 於後期製作中為故事片（feature films）或者電視節目進行混合音軌的人士。

### 設備

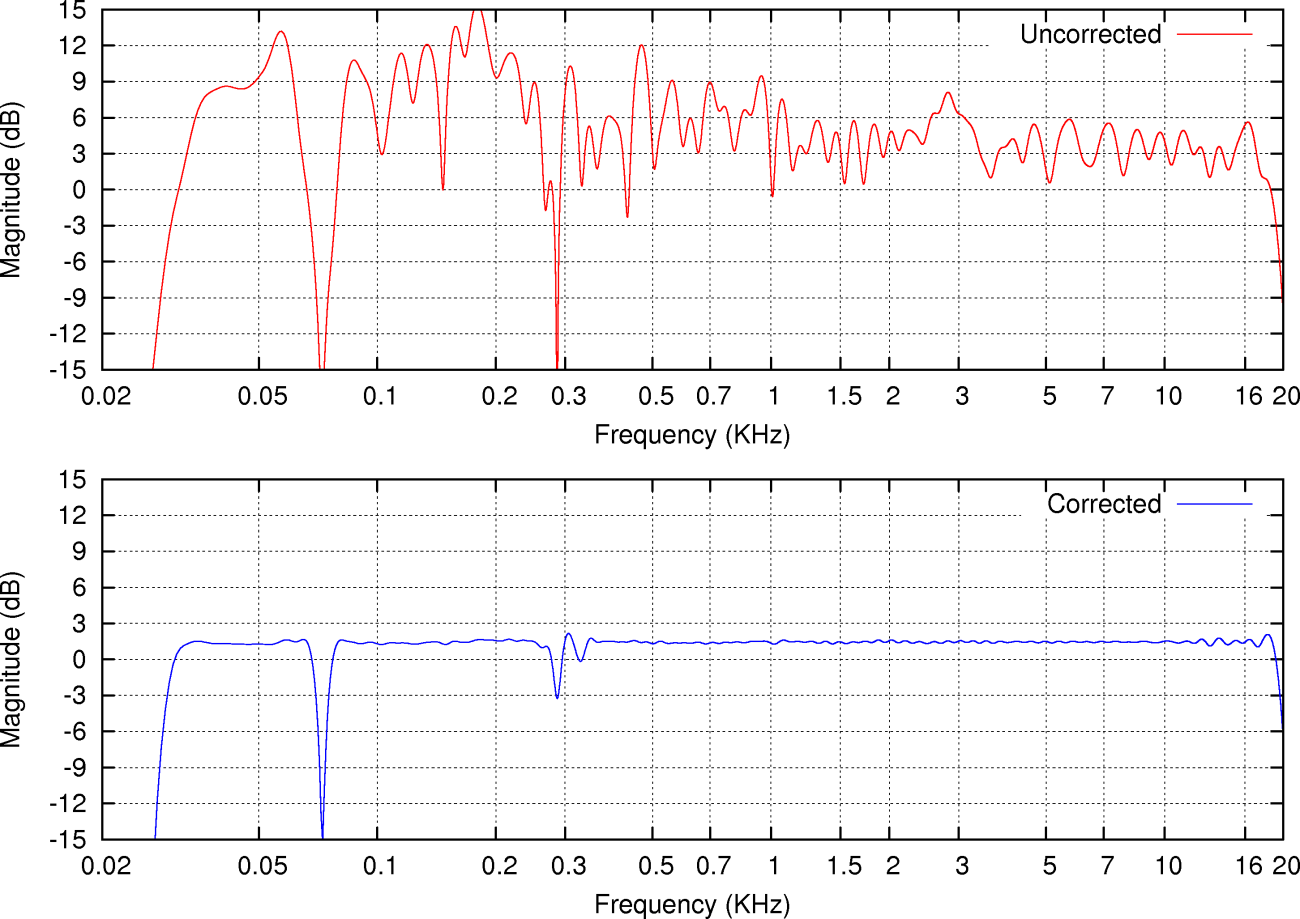
修正室內的頻率反應。

音訊技師精通不同類型的錄音媒體，如模擬磁帶、數位多磁軌錄音機和工作站，以及電腦知識。隨著數位時代的來臨，音訊技師從同步模擬到數位傳輸需要精通軟體與硬體整合的理解，這已經變得越來越重要的一件事了。音訊工程師在日常工作中操作和使用以下設備：
- 放大器電路
- 類比數位轉換器
- 數位音訊工作站（DAW）
- 數位類比轉換器
- 動態範圍壓縮
- 揚聲器
- 麥克風
- 調音台
- 音樂編序器（Music sequencers）
- 前置增幅器（Preamplifiers）
- 信號處理
- 磁帶錄音機

### 著名的錄音師
| - 史蒂夫·阿尔比尼（Steve Albini） - 比利·安德森（Billy Anderson） - 吉姆·安德森（Jim Anderson） - 麥克·J·畢夏普（Michael J. Bishop） - 比爾·波特瑞爾（Bill Bottrell） - 大衛·博特里爾（David Bottrill） - 赫爾姆特·伯克（Helmut Burk） - 查克·布里茨（Chuck Britz） - 泰瑞·布朗（Terry Brown） - 約翰·柏恩斯（John Burns） - 德魯·卡斯楚（Dru Castro） - 弗萊德·卡特羅（Fred Catero） - 羅伊·奇卡拉（Roy Cicala） - 鲍伯·克莱芒汀（Bob Clearmountain） - 泰瑞·戴特（Terry Date） - 賴特·戴威爾斯（Rhett Davies） - 尼克·戴維斯（Nick Davis） - 查爾斯·德·舒特（Charles De Schutter） - 湯姆·鐸德（Tom Dowd） - 馬克·〝弗拉德〞·艾利斯（Mark "Flood" Ellis） - 傑夫·艾莫瑞克（Geoff Emerick） - 杰克·恩迪诺（Jack Endino） - 鲍伯·艾思林（Bob Ezrin） - 大衛·R.·弗格森（David R. Ferguson） - 戴夫·弗里德曼（Dave Fridmann） - 魯迪·范·葛德（Rudy Van Gelder） - 奈吉爾·賈里奇（Nigel Godrich） - 道格·格里安（Doug Grean） - 詹姆士·格斯理（James Guthrie） - 米克·古兆斯基（Mick Guzauski） - 羅伊·黑立（Roy Halee） | - 華利·赫德（Wally Heider） - 大衛·亨彻尔（David Hentschel） - 波尼斯·豪威（Bones Howe） - 安德魯·傑克森（Andrew Jackson） - 安迪·強斯（Andy Johns） - 格林·強斯（Glyn Johns） - 萊絲藜·安·瓊斯（Leslie Ann Jones） - 尼爾·科能（Neil Kernon） - 贾奎尔·金（Jacquire King） - 艾迪·克拉默（Eddie Kramer） - 格雷格·拉丹尼（Greg Ladanyi） - 詹姆士·洛克（James Lock） - 克里斯·罗德─艾格（Chris Lord-Alge） - 湯姆·羅德─艾格（Tom Lord-Alge） - 莱因霍尔·梅克（Reinhold Mack） - 麥克·馬西亞諾（Mike Marciano） - 東尼·馬沙拉第（Tony Maserati） - 乔治·马森博格（George Massenburg） - 尤里·莫羅佐夫（Yuri Morozov） - 杰克·穆林（Jack Mullin） - 葉夫根尼·穆爾津（Evgeny Murzin） - 羅傑·尼科爾斯（Roger Nichols） - 克里夫·諾雷爾（Clif Norrell） - 保罗·诺斯菲尔德（Paul Northfield） - 蓋瑞·培丘撒（Gary Paczosa） - 休·派德阿姆（Hugh Padgham） - 羅伯特·派克（Robert Parker） - 亞倫派森（Alan Parsons） - 萊斯·保羅（Les Paul） - 戴夫·彭薩多（Dave Pensado） - 林恩·彼得澤爾（Lynn Peterzell） | - 東尼·普拉特（Tony Platt） - 雷苏尔·普卡迪（Resul Pookutty） - 比爾·波特（Bill Porter） - 比爾·帕特南（Bill Putnam） - 菲爾·雷蒙（Phil Ramone） - 艾密特·羅茲（Emitt Rhodes） - 布魯斯·羅伯（Bruce Robb） - 蘇珊·羅傑斯（Susan Rogers） - 史考特·薩倫（Scott Salem） - 艾略特·舒納（Elliot Scheiner） - 艾爾·施密特（Al Schmitt） - 肯·史考特（Ken Scott） - 司徒达宏 - 艾伯哈德·森培爾（Eberhard Sengpiel） - 诺曼·史密斯（Norman Smith） - H·斯里达尔（H. Sridhar） - 克里斯·斯坦梅兹（Chris Steinmetz） - 麦克史东（Mike Stone） - 尼爾·史特勞區（Neil Strauch） - 史蒂芬·史崔特（Stephen Street） - 布鲁斯·斯维顿（Bruce Swedien） - 比爾·史齊默齊克（Bill Szymczyk） - 麥克·泰瑞（Mike Terry） - 沃顿·泰尔斯（Wharton Tiers） - 迪文·唐森德（Devin Townsend） - 肯·唐森德（Ken Townshend） - 菲爾·索納利（Phil Thornalley） - 約翰·特拉維斯（John Travis） - 罗伯特·维纳布尔（Robert Venable） - 安迪·華勒斯（Andy Wallace） - 肯尼斯·維京森（Kenneth Wilkinson） |

### 著名的母帶工程師
- 貝爾尼·顧倫德曼（Bernie Grundman）
- 史蒂夫·霍夫曼（英语：Steve Hoffman (audio engineer)）（Steve Hoffman）
- 泰德·杰森（Ted Jensen）
- 鮑伯·卡茲（Bob Katz）
- 鮑伯·魯德威格（Bob Ludwig）
- 罗德尼·迈尔斯（Rodney Mills）
- 乔治·贝克汉姆（George Peckham）

### 著名的現場音響工程師
- 丹·希利（英语：Dan Healy (soundman)）（Dan Healy）
- 〝大米克〞·休斯（英语：Big Mick）（"Big Mick" Hughes）
- 哈企（英语：Hutch (sound engineer)）（Hutch）
- 布魯斯·傑克森（英语：Bruce Jackson (audio engineer)）（Bruce Jackson）
- 比爾·波特（英语：Bill Porter (sound engineer)）（Bill Porter）
- 戴夫·拉特（Dave Rat）
- 查理·里奇蒙德（英语：Charlie Richmond (inventor)）（Charlie Richmond）
- 奥斯利·斯坦利（Owsley Stanley）
- 查爾斯·德·舒特（Charles De Schutter）

## 延伸閱讀
| - 建築聲學 - 心理聲學 - 音訊工程學會 - 專業音響研究所 - 專業燈光及音響協會 - 聲學工程 | - 廣播工程 - 電機工程學 - 音訊修復 - 测听术 - 錄音歷史 - 現場混音 - 專業音訊 | - 音樂製作人 - 錄音棚 - 音響設計師 - 声音跟随器 - 音響操作員 - 錄音 - Tape op |

## 外部連結

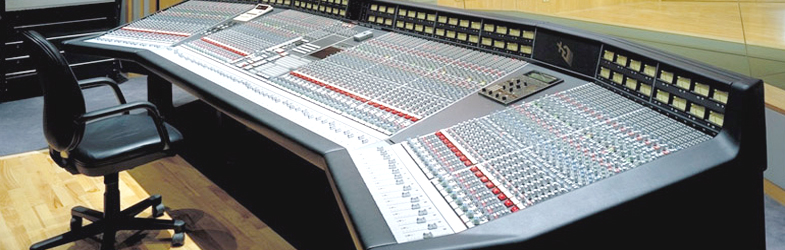
Solid State Logic SL4000G+ 調音台（Mixing Cosole）

- Audio Engineering Society （页面存档备份，存于）